# МКС-56
МКС-56 — пятьдесят шестая долговременная экспедиция Международной космической станции (МКС). Начало экспедиции — это момент отстыковки от станции корабля «Союз МС-07» 3 июня 2018 года, 09:16 UTC. В состав экспедиции вошёл экипаж корабля «Союз МС-08» из 3 человек, ранее прибывших на станцию и работавших в предыдущей экспедиции МКС-55. Экспедиция пополнилась экипажем космического корабля «Союз МС-09» 8 июня 2018 года,13:01 UTC. Завершилась экспедиция в момент отстыковки от станции корабля «Союз МС-08» 4 октября 2018 года, 07:57 UTC. В этот момент экипаж пилотируемого корабля миссии «Союз МС-09» начал работу экспедиции МКС-57.
Александр Герст установил новый рекорд по суммарной продолжительности работы на МКС для прочих стран - 359 дней  11 часов 26 минут 41 секунд (в 4 экспедициях МКС-40/41 и МКС-56/57 за 2 полета к станции). Превышено время  Коити Ваката, установленное в экспедиции МКС-38/39 в марте 2009 года.

## Экипаж
| Должность   | Первая часть (с 3 по 8 июня 2018) | Вторая часть (с 8 июня по 4 октября 2018) | № полёта | Корабль доставки |
| ----------- | --------------------------------- | ----------------------------------------- | -------- | ---------------- |
| Командир    | Эндрю Фьюстел                     | Эндрю Фьюстел                             | 3        | Союз МС-08       |
| Бортинженер | Олег Артемьев                     | Олег Артемьев                             | 2        | Союз МС-08       |
| Бортинженер | Ричард Арнольд                    | Ричард Арнольд                            | 2        | Союз МС-08       |
| Бортинженер |                                   | Сергей Прокопьев                          | 1        | Союз МС-09       |
| Бортинженер |                                   | Александр Герст                           | 2        | Союз МС-09       |
| Бортинженер |                                   | Серена Ауньон                             | 1        | Союз МС-09       |

## Ход экспедиции

### Выходы в открытый космос
1. 14 июня 2018 года,  Эндрю Фьюстел и  Ричард Арнольд, из модуля Квест, длительность 6 часов 49 минут, установка камер высокого разрешения на модуле Гармония[1].
2. 15 августа 2018 года,  Олег Артемьев и  Сергей Прокопьев, из модуля Пирс, длительность 7 часов 46 минут, установка научной аппаратуры «Икарус», ручной запуск любительских спутников[2].

### Принятые грузовые корабли
1. SpaceX CRS-15, запуск 29 июня 2018 года, стыковка 2 июля 2018 года.
2. Прогресс МС-09, запуск 9 июля 2018 года, стыковка 10 июля 2018 года.
3. Kounotori 7 (HTV-7), запуск 22 сентября 2018 года, стыковка 27 сентября 2018 года.